# Tramadol
Le tramadol est un analgésique central développé par la firme allemande Grünenthal GmbH (en) dans les années 1970. Il est classé dans la catégorie des analgésiques de niveau 2, catégorie comprenant également la codéine, les extraits d'opium et anciennement le dextropropoxyphène.
Opioïde, il agit sur les mêmes types de récepteurs que la codéine et la morphine. C'est un agoniste des récepteurs opiacés, mais, contrairement à ces dernières, c'est aussi un inhibiteur de la recapture de la sérotonine et de la noradrénaline,. Il possède un pouvoir analgésique légèrement plus fort que celui de la codéine (bien que cela varie selon le métabolisme de chacun, la dose équivalente à 10 mg de morphine ingérés serait de 50 mg de tramadol),,.
À l'instar des autres analgésiques de niveau 2, le tramadol est disponible en association avec le paracétamol, principe actif avec lequel il agit en synergie ; il se distingue cependant par son utilisation comme antidouleur sans association, en libération immédiate comme en libération prolongée,.
Il peut entraîner une dépendance, mais celle-ci semble plus faible que celle des morphinomimétiques forts (niveau 3), tout en restant nettement supérieure à celle des antalgiques de niveau 1 et plus délicate que celle induite par la codéine (du même niveau 2)[réf. souhaitée]. En effet, en plus d'induire une dépendance aux opioïdes, s'ajoutent à cause de son action sérotoninergique des phénomènes de sevrage identiques à ceux rencontrés lors de l'arrêt d'un traitement aux antidépresseurs de type ISRS ou IRSNa. À ce titre, il convient de l'employer avec réserve : bien qu'il ne soit pas un stupéfiant, le tramadol n'est délivré en France que sur ordonnance et est inscrit sur la liste I (médicaments toxiques).
En France, l'Agence nationale de sécurité du médicament et des produits de santé (ANSM) a également entrepris de limiter la durée de prescription du tramadol, l'opioïde le plus fréquent dans les cas de décès liés aux antalgiques, pour limiter les risques d'accidents et d'apparition d'une dépendance à long terme. À partir du 15 avril 2020, les patients traités avec du tramadol doivent faire renouveler leur ordonnance tous les trois mois, contre douze mois jusque-là. Publiée le 15 janvier 2020, cette décision de l’ANSM a pour objectif d'enrayer une dynamique globale de prolifération des décès liés à ces traitements, dont le nombre a presque triplé en quinze ans.

## Mécanisme d'action
Le tramadol est une molécule racémique qui possède plusieurs mécanismes d'action en fonction de ses isomères et ses métabolites :
- La forme lévogyre inhibe la recapture de la noradrénaline (favorise donc l'activation des voies descendantes du contrôle de la douleur) ;
- La forme dextrogyre est un agoniste du récepteur opioïde µ et inhibiteur de la recapture de la sérotonine (5HT).

Le métabolite, desméthyltramadol, tient une part importante de son profil pharmacologique pour certains profils génétiques (CYP450 2D6).

## Indications
- Douleur modérée à intense après échec des antalgiques de niveau 1 (paracétamol, anti-inflammatoires stéroïdiens ou non, à savoir les corticoïdes pour les stéroïdiens et pour les autres l'ibuprofène, le kétoprofène, le diclofénac, le naproxène, l'acide méfénamique, le fénoprofène (en), le flurbiprofène, l'acéclofénac, la namébutone[13], l'alminoprofène (en) ou encore l'aspirine) ;
- Douleur modérée dans le cas où l'effet antipyretique d'autres antalgiques poserait problème, notamment pour les personnes immunodéprimées (notamment en cas de neutropénie induite par un traitement anticancéreux) : le suivi fréquent de la température corporelle est important, la moindre fièvre étant susceptible de révéler une infection aux effets potentiellement très graves.

Généralement, l'utilisation du tramadol est la dernière alternative antidouleur avant l'utilisation de morphinique de palier III. En effet, le tramadol sans association est le plus puissant des antalgiques opioïdes de niveau II, et son conditionnement permet des doses importantes (jusqu'à 400 mg par jour).

## Posologie et voies d'administration
Il peut être utilisé par voie veineuse. Les doses utilisées sont de 50 à 200 mg. Sa demi-vie est de cinq à sept heures, son élimination est essentiellement rénale.

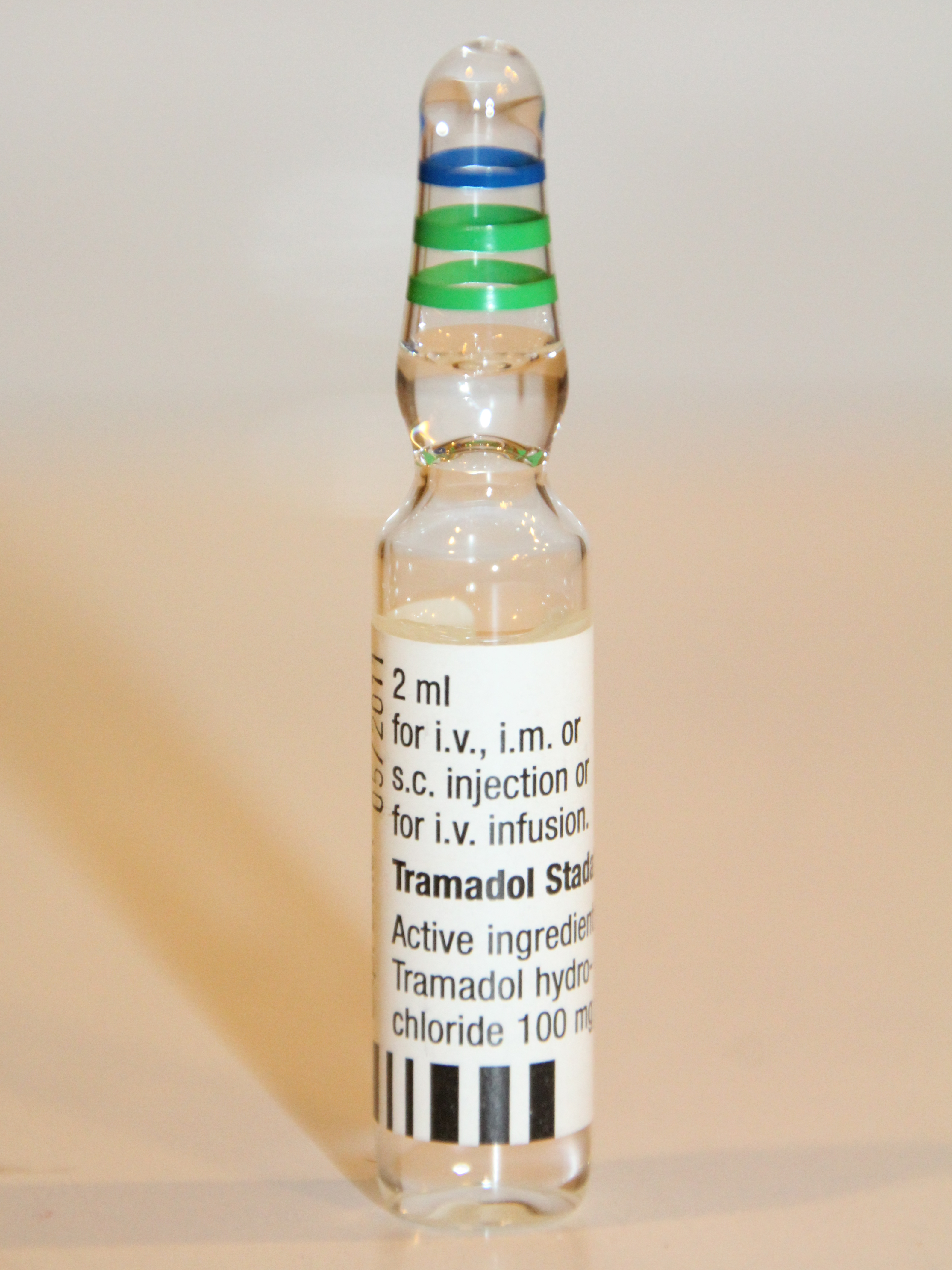
Solution de tramadol HCl pour injection.

## Effets indésirables
Les effets secondaires sont : nausée, vomissement, céphalée, vertige, douleur d'estomac, anxiété, crise d'angoisse, dépression (à long terme) et à l'instar de la venlafaxine (antidépresseur de la classe des Inhibiteurs de la recapture de la sérotonine-noradrénaline) dont il est très voisin, des dysfonctions sexuelles telles que baisse de libido, troubles de l'érection, anorgasmie et retard de l'éjaculation (une des raisons pour lesquelles il est parfois détourné).
Il peut donner de l'hypoglycémie, même chez la personne non diabétique. Cela serait dû à son effet sérotoninergique.
Une dose trop importante de tramadol (plus de 200 à 400 milligrammes en une prise) peut entraîner un collapsus suivi de spasmes et contractions musculaires importantes, la crise ressemblant symptomatiquement à l'épilepsie.
Il n'est pas recommandé de prendre plus de 400 milligrammes par 24 heures. La prescription sera faite avec grandes précautions en cas de traitement par antidépresseurs, car il en majore les effets en possédant une action concentrant elle aussi la sérotonine.

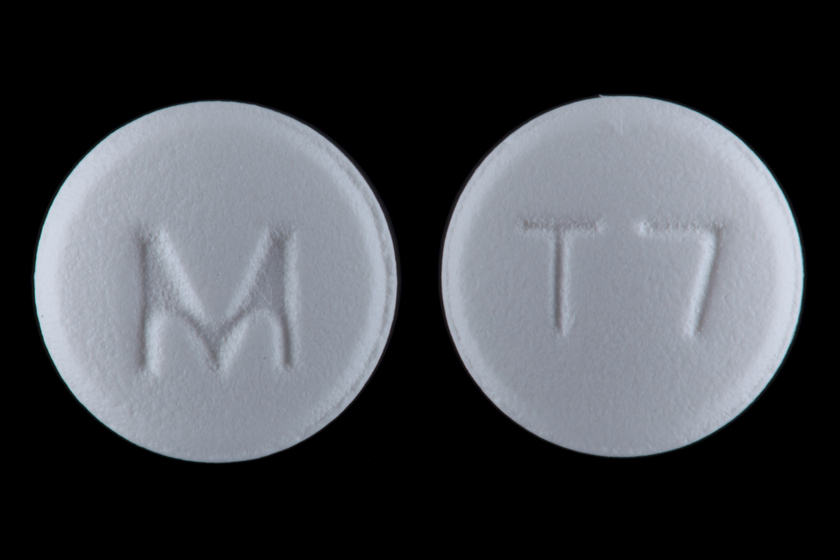
Comprimé oral de tramadol, 50 mg.

D'aucuns ont suggéré de l'utiliser dans le cas de dépression, d'anxiété et de phobies à cause de son action sur les récepteurs de noradrénaline et de sérotonine. Cependant, les spécialistes n'ont pas approuvé son utilisation pour ces désordres psychiques,, le mentionnant seulement comme cas particulier d'utilisation (uniquement lorsque les autres traitements ont échoué), et obligatoirement avec le suivi d'un psychiatre,.
La pharmacodépendance est très importante lors d'un usage prolongé, la posologie sera adaptée en conséquence pour éviter un sevrage difficile incluant des symptômes d'hypertension, hypersudation, insomnie, terreurs nocturnes, angoisses, agoraphobie, troubles de la concentration, spasmes musculaires, micro-mouvements involontaires, agressivité, irritabilité, amnésie temporaire (parmi les plus fréquents). Son activité sur la sérotonine provoque un sevrage long et lourd (3 à 6 mois) en cas d'utilisation sur le long terme à dose croissante, comparable à celui des antidépresseurs agissant sur la recapture de la sérotonine et qui s'ajoute au sevrage plus prépondérant et proprement morphinomimétique (tableau classique de 7 à 10 jours) engendré par le tramadol[réf. souhaitée]. Son effet sur la sérotonine est plus sensible que celui des morphiniques, mais il n'est cependant pas un substitut confortable des dérivés analgésiques de la morphine.
Le tramadol est utilisé abusivement dans un contexte toxicomaniaque, de manière plus percutante que la codéine, notamment chez les personnes naïves aux stupéfiants. En 2009, il fait l'objet d'un signalement sanitaire international après avoir été à l'origine d'une importante et très rapide toxicomanie au Moyen-Orient. Son usage par Boko Haram, qui en administrerait à des enfants avant de leur faire commettre des attentats-suicides, lui a valu en Afrique le surnom de « drogue des kamikazes ». Selon l'ONU, il serait aussi utilisé au Sahel par les groupes djihadistes.
Le tramadol est fortement déconseillé en cas de pathologie hépatique sévère. Il est également fortement déconseillé en cas de prise d'antidépresseurs (particulièrement ISRS) et de triptans (de par leur activité sur le 5HT) car le risque de syndrome sérotoninergique s'en trouve fortement augmenté.
Depuis le 31 janvier 2011, le tramadol fait partie de la liste des médicaments à surveiller de l'ANSM, liste élaborée après le scandale français du Mediator.

## Autres noms ou médicaments en comportant
- Algotra ;
- Biodalgic ;
- Contramal LI (50 mg) et Contramal LP (50 mg / 100 mg / 150 mg / 200 mg) ;
- Dolzam ;
- Ixprim (37,5 mg / 325 mg) ;
- Monoalgic LP ;
- Monocrixo LP (100 mg / 150 mg / 200 mg[23]) ;
- Orozamudol ;
- Ralivia ;
- Skudexum (75 mg / 25 mg de dexkétoprofène) ;
- Takadol ;
- Topalgic ;
- Tracédol ;
- Tradonal ;
- Tramacet (37,5 mg / 325 mg ) ;
- Tramium ;
- Ultram ;
- Xamadol ;
- Zaldiar (37,5 mg / 325 mg) ;
- Zamudol ;
- Zumalgic.

## Produit faussement naturel
Initialement développé par la société Grünenthal dans les années 1970, on a cru, un temps, qu'il serait naturellement et directement disponible dans la nature, synthétisé par une espèce d'arbre africaine, le pêcher africain (Sarcocephalus latifolius aussi appelé Nauclea latifolia), de la famille des Rubiacées, d'autant que cette espèce était déjà utilisée par les médecines traditionnelles depuis une centaine d'années au moins pour traiter l'épilepsie, le paludisme, la fièvre, la douleur ou certaines infections.
Cependant, la présence de cette molécule dans la plante est due à sa contamination par du bétail vivant à proximité et à qui a été administrée cette molécule. En effet, des métabolites produits par les mammifères à partir du tramadol ont aussi été retrouvés dans les plantes qui présentaient une concentration importante en tramadol ; par ailleurs, des échantillons de cet arbre récoltés à une autre localisation géographique ne présentaient pas de telles concentrations en tramadol. Par ailleurs, une analyse au carbone-14 a permis de confirmer que le tramadol était d'origine synthétique.

## Trafic et usage comme stupéfiant
Un trafic de tramadol (éventuellement reconditionné pour passer pour un autre produit) s'est développé au Sahel, en croissance exponentielle dans les années 2010 (en complément du trafic d'autres opioïdes synthétiques dans la région). En décembre 2017, selon l'Office des Nations unies contre la drogue et le crime « les saisies annuelles de tramadol en Afrique subsaharienne sont passées de 300 kg à plus de 3 tonnes depuis 2013 ». La contrebande s'alimente au Nigeria d'où le tramadol est principalement expédié au Niger, en Libye et moindrement au Mali où il a généré une crise généralisée de dépendance, à la suite notamment du laxisme de la surveillance des médicaments. Son prix croît au fur et à mesure qu'il se déplace vers le nord et fluctue selon les disponibilités dans la région considérée. En 2018, Agadez, Maradi et Zinder (sud-Niger) sont sur le trajet de la contrebande qui utilise des camions et pick-up 4×4 puis des taxis et des motos pour passer les frontières,. Au Gabon, il est connu sous le nom de Kobolo. À Gaza, où il fait des ravages parmi les jeunes depuis environ 2008, le tramadol est surnommé faraoula (« fraise » en français), en raison de la couleur caractéristique — le plus souvent rouge ou rose — des comprimés.

## Sport
Le tramadol a longtemps été le seul opioïde autorisé dans la majorité des sports. Il était uniquement interdit lors de compétitions cyclistes incluant toutes les variantes de ce sport (route, VTT, piste, etc.). Le 1er janvier 2024, l'Agence mondiale antidopage l'ajoute à sa liste des produits interdits en compétition.
Après avoir été testé positif au tramadol à deux reprises durant le Tour de France 2022, Nairo Quintana est disqualifié de l'épreuve mais n'est pas suspendu par l'Union cycliste internationale (UCI).